# Have a Nice Day (álbum de Bon Jovi)
Have a Nice Day é o nono álbum de estúdio lançado em 2005 pela banda de hard rock americana Bon Jovi.
A turnê teve início em novembro na cidade de Chicago e o 1º single para promoção foi a faixa-título do álbum. O álbum vendeu 3,5 milhões de unidades em todo o mundo (até março de 2006). A faixa "Who Says You Can't Go Home" foi lançada em um dueto com Jeniffer Nettles da banda americana de Country Sugarland, e entrou para a história sendo a primeira música de uma banda de rock a ficar em primeiro lugar nas paradas de música country.[carece de fontes?]

## Faixas

### Versão americana
1. "Have a Nice Day" (Bon Jovi, Sambora, Shanks) - 3:49
2. "I Want to Be Loved" (Bon Jovi, Sambora, Shanks) - 3:49
3. "Welcome to Wherever You Are" (Bon Jovi, Sambora, Shanks) - 3:47
4. "Who Says You Can't Go Home" (Bon Jovi, Sambora) - 4:40
5. "Last Man Standing" (Bon Jovi, Billy Falcon) - 4:37
6. "Bells of Freedom" (Bon Jovi, Sambora, Desmond Child) - 4:55
7. "Wildflower" (Bon Jovi) - 4:13
8. "Last Cigarette" (Bon Jovi, David Bryan) - 3:38
9. "I Am" (Bon Jovi, Sambora, Shanks) - 3:53
10. "Complicated" (Bon Jovi, Falcon, Max Martin) - 3:37
11. "Novocaine" (Bon Jovi) - 4:49
12. "Story of My Life" (Bon Jovi, Falcon) - 4:08
13. "Dirty Little Secret" (Bon Jovi, Sambora, Shanks, Child) - 3:37 (apenas alguns países)
14. "Unbreakable" (Bon Jovi, Sambora, David Bryan) - 3:52 (apenas alguns países)
15. "These Open Arms" (Bon Jovi, Child) - 3:42 (apenas Japão)

### Versão brasileira
1. "Have a Nice Day"
2. "I Want To Be Loved"
3. "Welcome To Wherever You Are"
4. "Who Says You Can't Go Home"
5. "Last Man Standing"
6. "Bells Of Freedom"
7. "Wildflower"
8. "Last Cigarette"
9. "I Am"
10. "Complicated"
11. "Novocaine"
12. "Story Of My Life"
13. "Dirty Little Secret"

## Formação
- Jon Bon Jovi - vocal principal, guitarra de apoio
- Richie Sambora - guitarra principal, vocal de apoio
- Tico Torres - bateria
- David Bryan - teclado, vocal de apoio

### Músico adicional
- Hugh McDonald - baixo, vocal de apoio
- Leonard Cohen - piano(ao vivo

## Paradas musicais
| Ano  | Posições | Posições | Posições | Posições | Posições | Posições | Posições | Posições | Posições | Posições | Posições | Posições | Posições | Posições |
| Ano  | US       | CAN      | UK       | GER      | SUI      | SWE      | NOR      | FIN      | AUT      | AUS      | NZ       | JPN      | EUR      | WW       |
| ---- | -------- | -------- | -------- | -------- | -------- | -------- | -------- | -------- | -------- | -------- | -------- | -------- | -------- | -------- |
| 2005 | 2        | 1        | 2        | 1        | 1        | 3        | 11       | 4        | 1        | 1        | 26       | 1        | 1        | 1        |

## Certificações
| Ano  | Certificações | Certificações | Certificações | Certificações | Certificações | Certificações | Certificações |
| Ano  | US            | CAN           | UK            | GER           | SUI           | AUS           | JPN           |
| ---- | ------------- | ------------- | ------------- | ------------- | ------------- | ------------- | ------------- |
| 2005 | Platina       | Platina       | Ouro          | Platina       | Platina       | Ouro          | Platina       |